# Gée
Gée é uma ex-comuna francesa na região administrativa da Pays de la Loire, no departamento de Maine-et-Loire. Estendeu-se por uma área de 6,38 km². Em 2010 a comuna tinha 405 habitantes (densidade: 63,5 hab./km²).
Em 1 de janeiro de 2016 foi fundida com a comuna de Beaufort-en-Vallée para a criação da nova comuna de Beaufort-en-Anjou.